# Slim & Slam
Slim & Slam est un groupe de Jazz des années 1930 formé par Slim Gaillard et Slam Stewart. Slim était à la voix, à la guitare et au piano et Slam à la contrebasse.
Leurs plus grands titres sont Flat Foot Floogie (with a Floy Floy), Cement Mixer (Puti Puti) et The Groove Juice Special (Opera in Vout).